# Bagisara pacifica
Bagisara pacifica är en fjärilsart som beskrevs av William Schaus 1911. Bagisara pacifica ingår i släktet Bagisara och familjen nattflyn. Inga underarter finns listade i Catalogue of Life.